# Lidija Kavina
Lidija Kavina (in russo Лидия Евгеньевна Кавина?, Lidija Evgen'evna Kavina; Mosca, 8 settembre 1967) è una musicista e insegnante russa.
È considerata una delle più grandi virtuose del Theremin, il primo strumento elettronico in assoluto e l'unico che si suona senza toccarlo. Inoltre è anche insegnante di questo strumento.